# Dilorom Yuldosheva
Dilorom Yuldosheva (uzbek: Dilorom Yoʻldosheva)  (Oltinsoy, 25 de juny de 1984) és una empresària uzbeka del sector tèxtil, negoci que va obrir dos anys després de perdre les cames en un accident amb una recol·lectora. El seu exemple va ser reconegut l'any 2024: va rebre un premi nacional al coratge i va ser inclosa en la llista de les 100 dones inspiradores de la BBC.

## Biografia
Yuldasheva treballava als camps del districte de Denov a l'Uzbekistan. Mentre manipulava una recol·lectora, la seva roba es va enredar a la maquina i va resultar greument ferida. Van amputar-li les dues cames i es va quedar immobilitzada, ja que la família no es podia permetre una cadira de rodes.
Dos anys després de l'accident havia creat una empresa de costura que donava feina a quaranta dones. Yuldosheva desitjava que les dones no haguessin de treballar al camp. Va oferir formació i va encarregar-se de negociar contractes per confeccionar uniformes a empreses i escoles. Els vestits que confeccionen els lliura el seu fill en bicicleta.
Yuldasheva va començar a rebre visites d'agraïment. Una va brindar-li una cadira de rodes, però una setmana més tard va saber que pertanyia a una dona gran de la zona i va decidir retornar-la. Va haver de resignar-se a dependre de nou dels altres per moure's. Tot i així, amb la cadira no podia viatjar lluny, ja que la família viu apartada de la carretera més propera.

## Homenatges
El 2024 va ser reconeguda com una de les 100 dones més inspiradores de l'any per la BBC. Dies després de publicar-se la llista 100 Women, va rebre de mans del president uzbek, Shavkat Mirziyoyev, el premi "Mardlik" al coratge. La filla i ajudant personal del President, Saida Mirziyoyeva, va rebre l'encàrrec de fer una pel·lícula sobre Yuldosheva, i el president va anunciar el seu objectiu de millorar el suport a les persones amb discapacitat.